# Eagle Bill
Frank William Wood (Cleveland, Ohio 10 de abril de 1942 – 22 de mayo de 2005), más conocido como Eagle Bill Amato, fue un chamán cheroqui, conocido  por popularizar el vaporizador de cannabis y promover el uso de la marihuana medicinal.